# Mamberamo
Der Mamberamo ist ein Fluss auf Neuguinea in der indonesischen Provinz Papua.
Der Mamberamo entsteht durch Zusammenfluss der Flüsse Tariku, Van Daalen und Taritatu, von wo er nördlich durch ein großes Tal des Van-Rees-Gebirges fließt. Bevor der Mamberamo bei Point D’Urville in den Pazifik fließt, bildet er ein großes Mündungsdelta.
In den 1990er Jahren hatte die indonesische Regierung Pläne, das Tal zu fluten, um einen Staudamm für ein Wasserkraftwerk zu errichten. Diese Pläne wurden infolge einer indonesischen Finanzkrise 1998–1999 vorerst ad acta gelegt.
Das Mamberamotal ist die Heimat zahlreicher indigener Völker Neuguineas, darunter auch viele, die bislang noch keinen Kontakt zur westlichen Zivilisation hatten. Weiterhin ist es für eine hohe Artenvielfalt bekannt. Ein großer Teil des Tals ist als Mamberamo Foja Naturreservat auf 20.180 km² ausgewiesen.
Bei der Entdeckungsgeschichte Neuguineas ist der Mamberamo von Bedeutung, weil der spanische Entdecker Íñigo Ortiz de Retez 1545 die Nordküste der Insel bis zum Mündungsdelta des Flusses befuhr. Der Mamberamo ist trotz seiner hohen Wasserführung von seiner Mündung aus nur etwa 160 km flussaufwärts schiffbar, aufgrund von Stromschnellen beim Durchbruch durch das Van-Rees-Gebirge.